# 상처의 해석
《상처의 해석》(영어: Wounds)은 영국에서 제작된 바바크 안바리 감독의 2017년 공포, 스릴러, 드라마, 미스터리 영화이다. 다코타 존슨 등이 주연으로 출연하였고 바바크 안바리 등이 제작에 참여하였다.

## 출연
주연
- 다코타 존슨 : 캐리 역
- 아미 해머 : 윌 역

출연
- 재지 비츠 : 앨리시아 역
- 브래드 윌리엄 헨크
- 칼 글러스먼
- 케리 카힐
- 로렌스 터너

## 기타
- 기획 : 메간 엘리슨, 앤드류 하비, 질리언 롱네커, 브라이언 피트